# Piotr Buchwald
Piotr Franciszek Buchwald (ur. 12 października 1956 w Tarnowskich Górach) – polski urzędnik.
Ukończył studia na Politechnice Śląskiej w Gliwicach na Wydziale Górnictwa i Geologii oraz studia podyplomowe z zakresu aerologii górniczej i ratownictwa górniczego na Politechnice Śląskiej i Akademii Górniczo-Hutniczej w Krakowie. W 2002 uzyskał stopień doktora nauk technicznych w dziedzinie aerologii górniczej i bezpieczeństwa. Ponadto ukończył Szkołę Menadżerów w Polskiej Fundacji Promocji Kadr o specjalności zarządzanie kopalniami i spółkami prawa handlowego w warunkach restrukturyzacji branży górniczej, a także kurs w USA w zakresie bezpieczeństwa powszechnego i zarządzania antykryzysowego.
Po ukończeniu studiów rozpoczął szesnastoletnią pracę zawodową w KWK „Andaluzja” – od stanowiska nadgórnika do głównego inżyniera wentylacji. W latach 1997–2006 pracował w Centralnej Stacji Ratownictwa Górniczego SA w Bytomiu na stanowiskach: kierownika pogotowia, naczelnego inżyniera, dyrektora Okręgowej Stacji Ratownictwa Górniczego w Zabrzu. Od początku swojej kariery zawodowej, przez okres 21 lat, związany był z ratownictwem górniczym. W 2006 został powołany na stanowisko prezesa Wyższego Urzędu Górniczego w Katowicach, które pełnił do 2008 r. 
Od 2004 jest wykładowcą w Instytucie Eksploatacji Zakładu Aerologii Górniczej Politechniki Śląskiej w Gliwicach. Posiada uprawnienia biegłego sądowego w zakresie górnictwa i geologii przy Sądzie Okręgowym w Katowicach. Jest członkiem Komitetu Górnictwa Polskiej Akademii Nauk oraz innych komisji naukowych i branżowych. Do 2010 przewodniczył Polskiemu Komitetowi Organizacyjnemu Światowych Kongresów Górniczych. W 2016 został powołany do Rady Górniczej, gdzie sprawował funkcję wiceprzewodniczącego rady, a zarazem Szefa Zespołu Górnictwa Podziemnego Rady Górniczej. W czerwcu 2016 został powołany na stanowisko prezesa zarządu Centralnej Stacji Ratownictwa Górniczego SA w Bytomiu.
Jest autorem ponad sześćdziesięciu artykułów i referatów publikowanych oraz wygłaszanych na licznych konferencjach naukowych. Od 2014 jest radnym Rady Miasta w Piekarach Śląskich, a w latach 2014–2018 pełnił funkcję przewodniczącego Rady Miasta.
Został odznaczony Srebrnym (2003) i Złotym (2022) Krzyżem Zasługi. Otrzymał również Odznakę Honorową Zasłużonego dla Bezpieczeństwa w Górnictwie.